# Enrique Areilza Arregui
Enrique Areilza Arregui, más conocido como Doctor Areilza (Bilbao, 1860- 1926), fue un médico bilbaíno conocido por la gran labor que realizó para ayudar a los mineros que sufrían algún accidente en las minas de La Arboleda.

## Biografía
Nació en el bilbaíno barrio de San Francisco en el año 1860. Su vocación siempre fue la medicina, lo que le llevó a estudiar a París durante su juventud. También fue su vocación lo que le decidió a trabajar en los hospitales que trataban a los mineros. Con tan solo 22 años llegó a la dirección de los hospitales de Gallarta, La Arboleda y Galdames.
Sus constantes viajes por Europa hicieron que sus hospitales tuviesen mejores y diferentes aparatos sanitarios difíciles de encontrar en el resto de España. Numerosos accidentados lograron no perder sus extremidades gracias a que los médicos de estos hospitales tenían un mayor conocimiento de las más novedosas técnicas de sanación del continente europeo gracias al Doctor Areilza.
El Dr Areilza fue un pionero internacional en la Talasoterapia, concibiendo la construcción de uno de los más importantes e innovadores sanatorios del mundo, el Sanatorio de Gorliz, en Bizkaia/Vizcaya, creado para aunar baños de sol, salitre, y dieta, para prevenir la tuberculosis entre los niños pobres y de clase obrera de la provincia.
Enrique Areilza fue también un intelectual, parte de la Generación del 98, y amigo íntimo de varios de sus miembros, incluyendo el filósofo y escritor Miguel de Unamuno, el novelista Pío Baroja, y el pintor Ignacio Zuloaga. Es posible que Enrique fue la fuente inicial del interés del 98 por Castilla, dado que conocía la región íntimamente e introdujo a varios de sus amigos a la belleza de Gredos y otras áreas, en excursiones organizadas por el.
Existen en Bilbao una calle, la Alameda Doctor Areilza, un parque botánico y un centro de salud que llevan su nombre.

## Retratos en Literatura
El Dr Areilza aparece retratado en dos importantes novelas, como el 'Dr Aresti', protagonista de la novela de Vicente Blasco Ibáñez El Intruso, y como 'Don Pablo', el coprotagonista (con un 'doble' o dopplelganger, Juanito) de la novela de Kate O'Brien Mary Lavelle (1936). La escritora irlandesa Kate O'Brien, que conoció a Enrique Areilza en 1922, lo retrató también en otras obras, en personajes secundarios.